# Radio Erena
Radio Erena (означает: «Наша Эритрея») — независимая радиостанция, вещающая из XIII округа Парижа в Эритрею на тигринье и арабском. Вещание происходит в обеденное время по 2 часа каждый день, радио доступно как мобильное приложение. Цель радиостанции заключается в предоставлении независимых новостей и информации жителям Эритреи. Одна из основных тем для вещания на Radio Erena — эритрейская политика, в частности отношения с Эфиопией. Правительство Эритреи относится к радиостанции как к враждебной политической оппозиции.
По состоянию на 2016 год на Radio Erena работают три журналиста: Биниам Саймон, Амануэль Гирмай и Фахти Осман, а также около дюжины корреспондентов.

## История
Radio Erena была основана в 2009 году бывшим эритрейским репортёром на Eri-TV Биниам Саймоном при поддержке организации «Репортёры без границ». Он смог сбежать из Эритреи, воспользовавшись семинаром в Японии.
В августе 2012 года радио подверглось мощной атаке со стороны эритрейского правительства, вещание прекратилось на 3 недели, немного позже атаки на станцию ей также подвергся веб-сайт радиостанции.
В 2016 году радиостанция отпраздновала своё семилетнее существование. В 2017 году ей была вручена награда от One World Media за её роль в качестве единственного независимого источника информации в Эритрее.